# Сердцев, Иосиф Трофимович
Иосиф Трофимович Сердцев (1812—1884) — протоиерей Русской православной церкви, богослов и педагог.

## Биография
Иосиф Сердцев родился в 1812 году в Олонецкой губернии в семье причетника. Воспитание получил в Олонецкой духовной семинарии, по окончании которой поступил в Санкт-Петербургскую духовную академию, где окончил курс со степенью магистра богословия в 1835 году.
Почти 35 лет был преподавателем во Владимирской (1835—1864) и Вифанской (1864—1869) православных духовных семинариях.
В 1869 году И. Т. Сердцев поступил священником к московской церкви Алексия митрополита, что на Глинницах, близ Тверской и вскоре возведён был в сан протоиерея.
Иосиф Трофимович Сердцев умер 13 февраля 1884 года в городе Москве. 
Сердцев оставил после себя в рукописи свой двадцатипятилетний труд — «Еврейско-русский словарь на библейский текст». При жизни автора в российской периодической печати была издана статья под заглавием «Эмансипация женщины».